# Mont-Louis
Mont-Louis (în catalană Montlluís) este o comună în departamentul Pyrénées-Orientales din sudul Franței. În 2009 avea o populație de 278 de locuitori.

## Evoluția populației
| An        | 1975 | 1982 | 1990 | 1999 | 2006 | 2009 |
| --------- | ---- | ---- | ---- | ---- | ---- | ---- |
| Populație | 250  | 239  | 200  | 270  | 292  | 278  |